# إيناس الشهوان
إيناس بنت أحمد الشهوان دبلوماسية سعودية، سفيرة خادم الحرمين الشريفين الملك سلمان بن عبد العزيز آل سعود إلى السويد منذ 22 أبريل 2021، لتُصبح بذلك ثالث سفيرة تُمثل السعودية في الخارج بعد ريما بنت بندر بن سلطان سفيرة المملكة لدى الولايات المتحدة، وآمال المعلمي سفيرة المملكة لدى النرويج.

## نُبذة عنها
حصلت إيناس على شهادة الماجستير في العلاقات الدولية من أستراليا، وانضمت للعمل الدبلوماسي في وزارة الخارجية السعودية في عام 2007، حيث شغلت عددة مناصب في الوزارة، كان آخرها مستشار نائب وزير الخارجية للشؤون السياسية، وهي أول سيدة تشغل منصب سفير من السلك الدبلوماسي، كما أنها عضو الدفعة الأولى من برنامج قادة المستقبل الذي أطلقته وزارة الخارجية عام 2017، وحصلت على شهادة برنامج القيادة الناشئة من جامعة هارفرد.
تعد أول امرأة تتولى منصب مدير إدارة في وكالة وزارة الخارجية للشؤون السياسية والاقتصادية، كما شاركت في تمثيل السعودية في عدة محافل على المستوى الإقليمي والدولي، وساهمت في تدريب عدد من موظفي الوزارة والقطاعات الحكومية المختلفة من خلال تقديم محاضرات وورش عمل في مجال العلاقات الدولية.